# Monts Notre-Dame
Die Monts Notre-Dame bilden ein Gebirge südlich des Sankt-Lorenz-Stroms.
Es reicht von der Ostspitze der Gaspésie-Halbinsel bis zu den Green Mountains im US-Bundesstaat Vermont und bildet einen Abschnitt der Appalachen.
Der etwa 700 km lange Gebirgszug liegt im Wesentlichen in der kanadischen Provinz Québec.
Über die Provinz New Brunswick sowie die US-Bundesstaaten Maine, New Hampshire und Vermont erstrecken sich die südlichen Randbereiche des Gebirges.
Die durchschnittliche Höhe liegt zwischen 600 und 700 m.
Die höchsten Berge liegen in den Monts Chic-Chocs. Sie erreichen im Mont Jacques-Cartier eine Höhe von 1268 m.

## Schutzgebiete
Im äußersten Osten der Monts Notre-Dame liegt der Forillon-Nationalpark. Außerdem liegen folgende Provinzparks in dem Gebirgszug:
- Parc national du Bic
- Parc national de Frontenac
- Parc national du Lac-Témiscouata
- Parc national de la Gaspésie